# アブロ マンチェスター
アブロ マンチェスター
マンチェスター
- 用途：爆撃機
- 製造者：アブロ
- 運用者

  -  イギリス（イギリス空軍）
  -  カナダ（カナダ空軍）
- 初飛行：1939年7月25日
- 生産数：209機
- 生産開始：1940年
- 運用開始：1940年11月
- 退役：1942年
- 運用状況：退役

アブロ マンチェスター（Avro Manchester）は、第二次世界大戦初期のイギリス空軍で使用されたアブロ社製の爆撃機である。1939年に初飛行し大量生産が計画されたが、搭載していたロールス・ロイス ヴァルチャー エンジンが不調の為満足に活動できず、生産は約200機で打ち切りとなった。そこでエンジンをマーリンエンジン4発装備とした型「マンチェスター3」が試作された。この機体は、名機アブロ ランカスターの原型となった。

## 概要
1936年にイギリス空軍から出された双発中型爆撃機の仕様（P.13/36)に従って開発されたのがマンチェスターで、開発当初はアブロ679と呼ばれていた。本機の特徴は、当時開発中だった高出力のロールス・ロイス バルチャーエンジンを2基搭載していたことで、これは競作となったハンドレ・ページ社のHP56も同じであった。しかし、バルチャーエンジンの開発は難航しハンドレ・ページ社はHP56の開発計画を放棄してしまった（代わりの計画HP57で開発されたのがハリファックスである）ので、結果的には本機が仕様（P.13/36)に従って開発された唯一の機体になった。
1939年7月に原型1号機が初飛行し、1940年には2号機が完成した。その後200機の生産型が発注され、1940年8月から部隊に配備された。しかし、2基のケストレルエンジンを結合したバルチャーエンジンはトラブル続きで、作戦行動に支障をきたすことが多かった。加えて、機体の安定性も不足していた。後者については双尾翼の間（胴体後部）に第3の垂直尾翼を設けることである程度は解決したが、それでも機体背部の銃座が起こす安定性不良は最後までつきまとった。これらのことから部隊での評判は悪く、1941年2月に初陣を飾ったものの1942年6月末には爆撃機部隊の第一線からは退役してしまった。
しかし、機体自体は優れていたので、主翼を再設計しマーリンエンジンを4基搭載した型「マンチェスター3」が1941年1月に試作された。後にアブロ683ランカスターと改称されたこの機体は、テストの途中で双尾翼の面積を増大したところ機体の不安定さが解消されたため、直ちに量産命令が出された。これが、後にイギリス空軍の4発爆撃機の代表となるランカスターとなった。これ以降の製作中のマンチェスターの胴体は、すべてランカスターに転用された。

## スペック
- 全長：21.33 m
- 全幅：27.45 m
- 全高：5.94 m
- 全備重量：22,620 kg

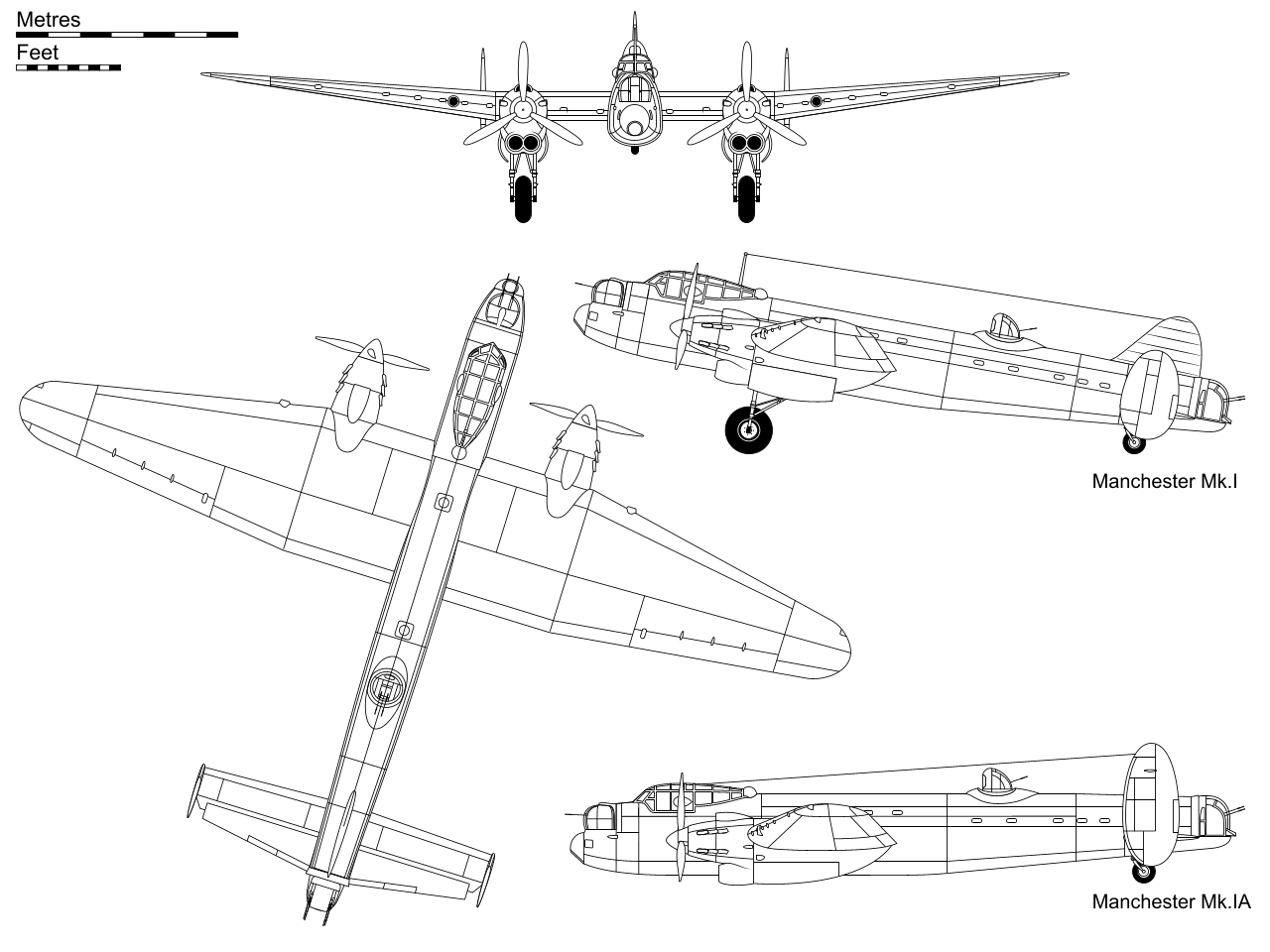
Mk.I および Mk.IA の図面。

- エンジン：ロールス・ロイス ヴァルチャー 液冷24気筒 1760 hp×2
- 最大速度：427 km/h
- 実用上限高度：5,860m
- 航続距離：2,630 km
- 武装
  - 爆弾4,685kg
  - 7.7mm機銃×8
- 乗員 7名